# Kostel svatého Josefa (Paříž)
Kostel svatého Josefa (francouzsky Église Saint-Joseph-Artisan) je farní katolický kostel v 10. obvodu v Paříži, který se nachází mezi ulicemi Rue La Fayette a Quai de Valmy. Kostel je postavený v novogotickém slohu.

## Historie
Kostel byl původně vystavěn v 19. století jako kaple a teprve v roce 1958 se stal farním kostelem. Kostel se dříve nazýval Saint-Joseph-des-Allemands (Svatý Josef Němců), neboť patřil německé církvi v Paříži.
V červenci 1991 byl kostel obsazen imigranty, kterým nebyl udělen azyl, a kteří zde drželi hladovku.